# Диков (село)
Диков (укр. Диків) — село в Зарянской сельской общине Ровненского района Ровненской области Украины.
Население по переписи 2001 года составляло 223 человека. Почтовый индекс — 35317. Телефонный код — 362. Код КОАТУУ — 5624684906.